# Argument kosmologiczny
Argument kosmologiczny – jeden z rodzajów rozumowań mających na celu dowiedzenie istnienia Boga. Arystoteles mówi o Pierwszym Poruszycielu jako przyczynie wszelkiego ruchu. Tomasz z Akwinu o pierwszej i samoistnej przyczynie, która jest podstawą wszelkiej przyczynowości w świecie.
Według teistów współczesna nauka, szczególnie kosmologia i drugie prawo termodynamiki, popierają kluczową przesłankę argumentu.
Do współczesnych obrońców argumentów kosmologicznych należą: William Lane Craig i William L. Rowe.
Jedną z postaci dowodu jest dowód z przygodności.

## Treść
Przesłanką rozumowania jest, że każdy skutek ma przyczynę. Cofając się w łańcuchu przyczynowym dojdzie się do pierwszej przyczyny wszystkiego, którą jest Bóg. Argument kosmologiczny opiera się na 3 przesłankach:
- Cokolwiek zaczyna istnieć, ma przyczynę swojego początku.
- Wszechświat zaczął istnieć.
- Dlatego wszechświat ma przyczynę swojego początku.

## Krytyka
- Według Immanuela Kanta argument zawiera niepoprawne założenia. Dowodzenie przyjmuje, że w łańcuchu przyczynowym nie można cofać się w nieskończoność, czego nie dowodzi. Niektóre warianty teorii kosmologicznej inflacji są zgodne ze Wszechświatem odwiecznym. Również prawdziwość uważanej obecnie za niezgodną z obserwacjami teorii wszechświatów cyklicznych oznaczałaby, że powstanie wszechświata nie miało przyczyny, gdyż czasoprzestrzeń istniała od zawsze.
- Według Davida Hume'a i buddystów, nie istnieje powód aby wnioskować, że następstwo połączonych zdarzeń musi mieć początek.
- Według Richarda Dawkinsa, rozumowanie jest wewnętrznie sprzeczne, gdyż zakłada, że wszystko musi mieć inną od siebie przyczynę, jednocześnie przyjmując, że Bóg nie ma innej od siebie przyczyny.
- Według Petera Millicana[5], Bertranda Russela i Davida Hume'a[6] argument popełnia błąd złożenia.